# باتريك بيتر (لاعب هوكي الجليد)
باتريك بيتر (بالألمانية: Patrick Peter)‏ هو لاعب هوكي الجليد نمساوي، ولد في 27 يناير 1994 في فيينا في النمسا.

## وصلات خارجية
- باتريك بيتر على موقع EliteProspects.com (الإنجليزية)
- باتريك بيتر على موقع Eurohockey.com (الإنجليزية)
- باتريك بيتر على موقع HockeyDB.com (الإنجليزية)